# Барчиха (посёлок)
Барчиха — посёлок в Шипуновском районе Алтайского края. Входит в состав Нечунаевского сельсовета.

## История
Основан в 1923 г. В 1928 году состоял из 121 хозяйства, основное население — русские. В административном отношении входило в состав Нечунаевского сельсовета Шипуновского района Рубцовского округа Сибирского края.

## Население
| 1926 | 1997 | 1998 | 1999 | 2000 | 2001 |
| ---- | ---- | ---- | ---- | ---- | ---- |
| 644  | ↘242 | ↗245 | ↗267 | ↘233 | ↘230 |
| 2002 | 2003 | 2004 | 2005 | 2006 | 2007 |
| ↗240 | ↘231 | →231 | ↘221 | ↗227 | ↗231 |
| 2008 | 2009 | 2010 | 2011 | 2012 | 2013 |
| ↘228 | ↘223 | ↘216 | ↘215 | ↘203 | ↗207 |

Национальный состав
Согласно результатам переписи 2002 года, в национальной структуре населения русские составляли 90 %.